# Ескорт гравців

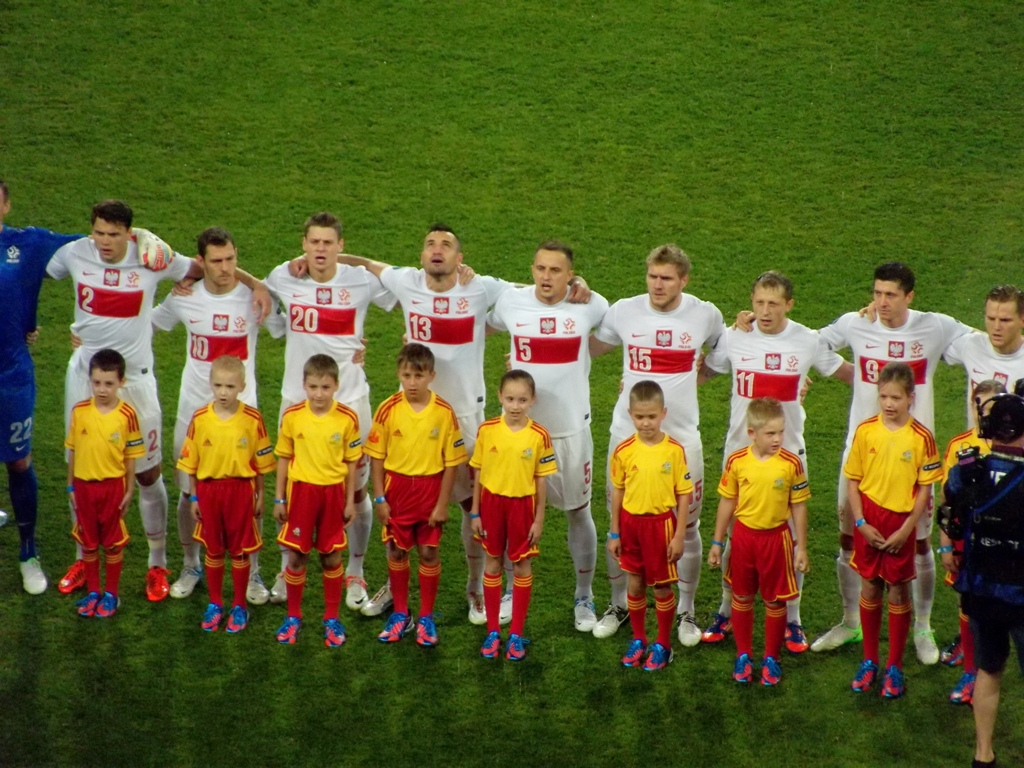
Команда ескорту зі збірною Польщі під час Євро-2012

Ескорт гравців — діти, які супроводжують футболістів, коли вони виходять на поле перед початком матчу. Ескортівець тримає за руку визначеного футболіста під час виходу та стоїть поряд поки лунає гімн. Зазвичай вік дітей від 6 до 18 років. Окрім супроводу гравців, вони часто також несуть прапори, допомагають персоналу поля та влаштовують матчі.  
Гравці виходять разом із дітьми з різних причин. Це можна вважати актом промоції компаній з захисту прав дітей, додавання елементу невинності до гри, надання можливості побачити кумирів безкоштовно або за оплату, а також, щоб нагадати гравцям, що на них дивляться діти. 

## Історія
Діти почали з'являтися поряд з футболістами щонайменше з 1990-х років. Це міг бути один хлопчик, що уособлював маскот всієї команди, або по одному біля кожного гравця.
Євро-2000 був однією з перших великих футбольних подій, де супровід був біля кожного футболіста, що змінило практику виходу футболістів пліч-о-пліч. У клубних чемпіонатах в ескорті зазвичай з'являються гравці молодіжних команд або переможці змагань. Починаючи з 2002 року, ескорт для кубків світу чи чемпіонатів Європи вибирається на конкурсній основі, який проводила компанія Макдональдс — спонсор заходу. 
Потрапити в маскоти команди інколи є платною можливістю. Деякі клуби Прем'єр-ліги можуть просити від 350 до 600 фунтів стерлінгів залежно від рівня матчу, в інших клубах можуть пропонувати кілька безкоштовних місць на конкурсній чи змагальній основі, є клуби де це є безкоштовним.
Були випадки, коли в ескорті були не діти. Наприклад, гравці «Аякс Амстердама» виходили зі своїми матерями в День матері  а гравці ФК «Сан-Паулу» виходили з собаками, щоб привернути увагу до проблеми безпритульних тварин. Деякі відомі гравці, як Уейн Руні, самі в дитинстві були в ескорті гравців.